# Jessica Drake
Jessica Drake (ur. 14 października 1974 w Dallas) – amerykańska aktorka i reżyserka filmów pornograficznych.

## Życiorys

### Wczesne lata
Urodziła się w Dallas w Teksasie. Ukończyła college w El Paso. W czasie nauki w college’u zaczęła tańczyć w lokalnym klubie ze striptizem. Studiowała psychologię na University of Texas.

### Kariera
Podczas zawodów strzeleckich poznała reżysera filmów dla dorosłych M. Ravena i jego żonę S. Steele. Od pozowania do magazynów trafiła na ekran. W 1999 debiutowała w Dirty Dancers 17.
W 2001 wygrała AVN Award za występ w Shayla’s Web (2000).
W 2003 roku podpisała kontrakt na wyłączność z Wicked Pictures.
W 2005 roku zdobyła dwie nagrody AVN Award w kategoriach najlepsza aktora (video) i za najlepszą scenę seksu oralnego, a w 2007 roku dla najlepszej aktorki (film).
W czerwcu 2002 roku wyszła za mąż za Evana Stone’a. W 2004 roku ich małżeństwo zakończyło się rozwodem. W 2006 roku poślubiła Brada Armstronga.
W październiku 2016 Jessica Drake ujawniła, że Donald Trump obłapiał ją, całował bez pozwolenia i oferował pieniądze za spotkanie. O sprawie pisał The Wall Street Journal. Do zdarzenia miało dojść w 2006 podczas turnieju golfowego w Lake Tahoe, gdy Drake pracowała jako hostessa studia filmów dla dorosłych. Jak twierdziła Drake, Trump zaprosił ją i jej koleżanki do swego apartamentu, gdzie miał je obłapiać i całować w usta bez ich zgody. Trump miał też usiłować zaprosić Drake na obiad i imprezę do siebie. – „Pytał ile za to chcę” – mówiła Drake i dodała, że w rozmowie telefonicznej proponowano jej 10 tys. dolarów za spotkanie. Na dowód swoich słów Jessica Drake przedstawiła zdjęcia z Donaldem Trumpem.

## Nagrody
| Rok  | Nagroda          | Kategoria                                     | Film                                        | Pozostali wykonawcy |
| ---- | ---------------- | --------------------------------------------- | ------------------------------------------- | --- |
| 2001 | AVN Award        | Najlepsza złośnica                            | Shayla’s Web (2000)                         | – |
| 2005 | XRCO Award       | Najlepsza samotna wykonawczyni – aktorka      | Fluff and Fold (2004)                       | – |
| 2005 | AVN Award        | Najlepsza scena seksu oralnego – wideo        | The Collector (2004)                        | Voodoo, Cheyne Collins i Chris Cannon |
| 2005 | AVN Award        | Najlepsza samotna aktorka – wideo             | Fluff and Fold (2004)                       | – |
| 2006 | Eroticline Award | Najlepsza aktorka amerykańska                 | –                                           | – |
| 2007 | AVN Award        | Najlepsza scena seksu samych dziewczyn – film | Fuck (2006)                                 | Felecia, Clara Ghergel i Katsuni |
| 2007 | AVN Award        | Najlepsza aktorka – film                      | Manhunters (2006)                           | – |
| 2009 | XRCO Award       | Najlepsza samotna wykonawczyni – aktorka      | Fallen (2008)                               | – |
| 2009 | AVN Award        | Najlepsza aktorka                             | Fallen (2008)                               | – |
| 2009 | AVN Award        | Najlepsza scena seksu podwójnej penetracji    | Fallen (2008)                               | Brad Armstrong i Eric Masterson |
| 2010 | AVN Award        | Najlepsza scena seksu grupowego               | 2040 (2009)                                 | Mick Blue, Kirsten Price, Alektra Blue, Mikayla Mendez, Kaylani Lei, Tory Lane, Jayden Jaymes, Kayla Carrera, Randy Spears, Brad Armstrong, Rocco Reed, Marcus London i T.J. Cummings |
| 2010 | AVN Award        | Hall of Fame                                  | –                                           | – |
| 2011 | XRCO Award       | XRCO Hall of Fame                             | –                                           | – |
| 2013 | Sex Award        | Perfekcyjna ekranowa para                     | –                                           | Asa Akira |
| 2014 | AVN Award        | Najlepsza scena bezpiecznego seksu            | Sexpionage: The Drake Chronicles (2013)     | Brad Armstrong |
| 2015 | XBIZ Award       | Najlepsza aktorka w porno parodii             | Snow White XXX: An Axel Braun Parody (2014) | – |
| 2018 | XBIZ Award       | Najlepsza scena seksu                         | An Inconvenient Mistress (2017)             | Ryan Driller i Michael Vegas |
| 2021 | XCritic Award    | Osiągnięcie życia                             | –                                           | – |

## Filmografia
| Rok  | Tytuł                                                              | Rola                | Reżyser             |
| ---- | ------------------------------------------------------------------ | ------------------- | ------------------- |
| 2003 | Fluffy Cumsalot, Porn Star (film dokumentalny)                     | w roli samej siebie | Nathan S. Garfinkel |
| 2004 | Pornucopia: Going Down in the Valley (serial dokumentalny)         | w roli samej siebie | Dan Chaykin         |
| 2014 | Love, Jessica (film dokumentalny)                                  | w roli samej siebie | Kai Soremekun       |
| 2015 | X-Rated: The Greatest Adult Movies of All Time (film dokumentalny) | w roli samej siebie | Bryn Pryor          |